# Daniela Urrizola
Daniela Lorena Urrizola Bascur (Concepción, Chile, 8 de noviembre de 1981) es una modelo, locutora, influencer, psicóloga y presentadora de televisión."Viajando Ando"  de Mega y patrocina por viajes Falabella.

## Biografía[1]
En el año 2009 fue elegida «Reina de La Feria de Transporte». Animó el programas de tuercas Autoestilo emitido para la Región del Biobío.
Daniela estudió Psicología en la Universidad del Desarrollo, luego del terremoto se mudó a Santiago para buscar nuevas oportunidades. 
En un casting logró quedar como modelo en Un minuto para ganar, programa conducido por Julián Elfenbein. También conocida por ser modelo de varios Teams de verano como Cristal, Kent y Selz, en Agosto de 2025 debutó en las pasarelas en el "VisteLaCalle Catwalk" invitada por la la diseñadora Chilena Daniela Bozza. Fue animadora de Calle 7 de TVN, Chica Xperto, El Tiempo en Chilevisión, Panelista en Así Somos de La Red, notera de +Motor de Fox Sports y voz en off de A todo o nada de Mega
En la actualidad es conductora del programa de viajes, "Viajando Ando"  de Mega.

## Filmografía

### Televisión
- Un minuto para ganar (TVN, 2011) - Modelo
- Calle 7 (TVN, 2011) - Coanimadora
- Super Bueno (Zona Latina, 2012-2013) - Invitada
- Teletón 2012 (Anatel, 2014) - Modelo en Fútbol Solidario
- El Tiempo en Chilevisión (Chilevisión, 2013 y 2017) - Presentadora
- Así somos (La Red, 2013) - Panelista
- A todo o nada[5] (Mega, 2013) - Locución en Off
- +Motor (ESPN y Fox Sports Chile, 2013 y 2014-2016) - Panelista
- Mas que 2 (TVN, 2014) - Panelista
- Teletón 2014 (Anatel, 2014) - Fútbol Solidario
- Mañaneros (La Red, 2014-2015) - Panelista
- Mujeres Primero (La Red, 2014-2015) - Panelista
- Menú (TVN, 2015) - Locución en Off
- Toc Show (UCV Televisión, 2015) - Panelista
- No eres tú, soy yo (Zona Latina, 2015-2016) - Invitada
- NET: Nunca es Tarde (Fox Sports Chile, 2016) - Panelista
- La mañana de Chilevisión (Chilevisión, 2017-2018) - Panelista
- Primer Plano (Chilevisión, 2017-2018) - Panelista
- Síganme los buenos (Vive, 2018) - Invitada
- Pasapalabra (Chilevisión, 2019) - Invitada
- La Divina Comida (Chilevisión, 2019) - Invitada
- Abrazo de Gol (CDF, 2019) - Invitada
- Sabingo (Chilevisión, 2018-2019) - Conductora, Reportera
- Más Vivi que Nunca (TV+, 2021) - Invitada
- Viajando Ando (Mega, 2021) - Presentadora
- Hoy se habla (TVN, 2023) - Invitada

### Internet
- Polla Xperto 2012 - Presentadora y Modelo
- Con la ayuda de mis amikas, 2021 - Voz

### Publicidad
- Pre-Unic
- Viajes Falabella